# Vicent Tomàs Traver
Vicent Tomàs Traver (València ?, segle xviii — ?, segle XIX) fou un jurista i polític valencià. Fou catedràtic de dret canònic a la Universitat de València i quan esclatà la Guerra del Francès fou nomenat capità dels Voluntaris Honrats de la ciutat de València i vocal a la Junta Suprema de Govern del Regne de València. El 24 d'octubre de 1810 fou elegit diputat a les Corts de Cadis. Es distingí per les seves posicions liberals moderades i profundament antifranceses, i fou un diputat força actiu. Reclamà la separació de poders. El 1812, després de la presa de València pels francesos i la derrota de Joaquín Blake y Joyes, provocà una crisi de govern de la Junta Suprema Central en denunciar la incompetència del Consell de Regència. El 1814 fou empresonat per les noves autoritats absolutistes, però quan s'inicià el trienni liberal fou elegit alcalde de València (1820) i novament diputat a les Corts Espanyoles fins al 1822.